# Prunus angustifolia
Prunus angustifolia är en rosväxtart som beskrevs av Humphry Marshall. Prunus angustifolia ingår i släktet prunusar, och familjen rosväxter. Utöver nominatformen finns också underarten P. a. watsonii.

## Bildgalleri

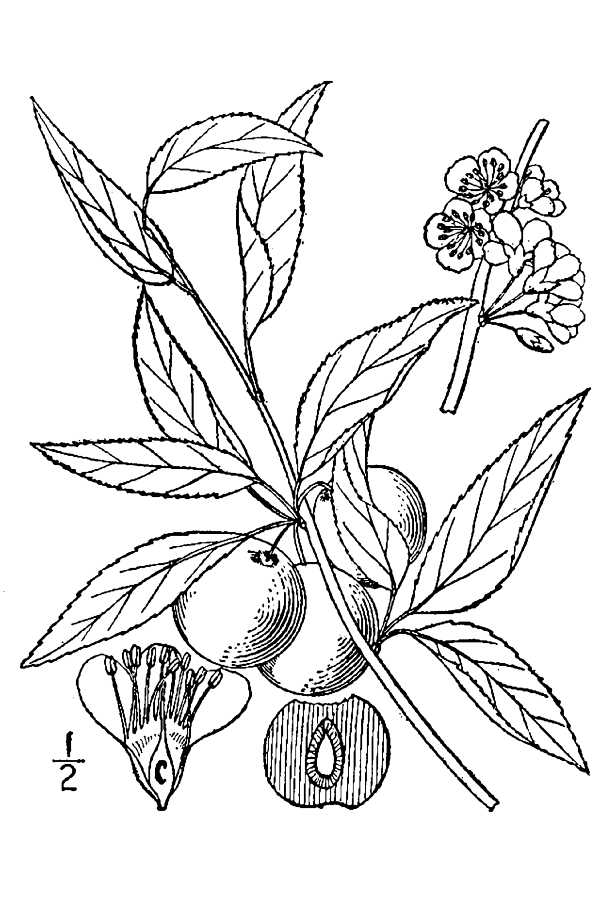
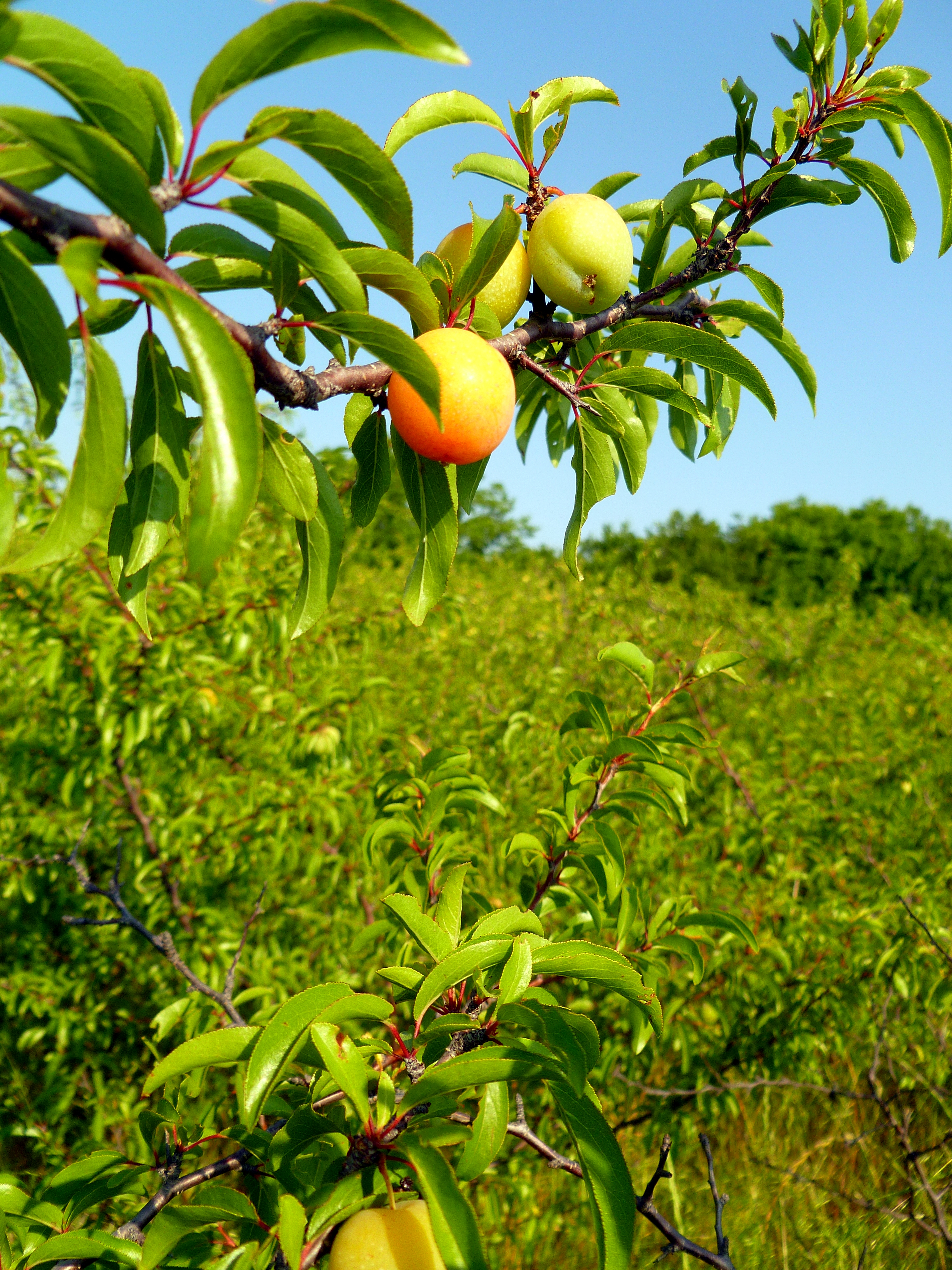
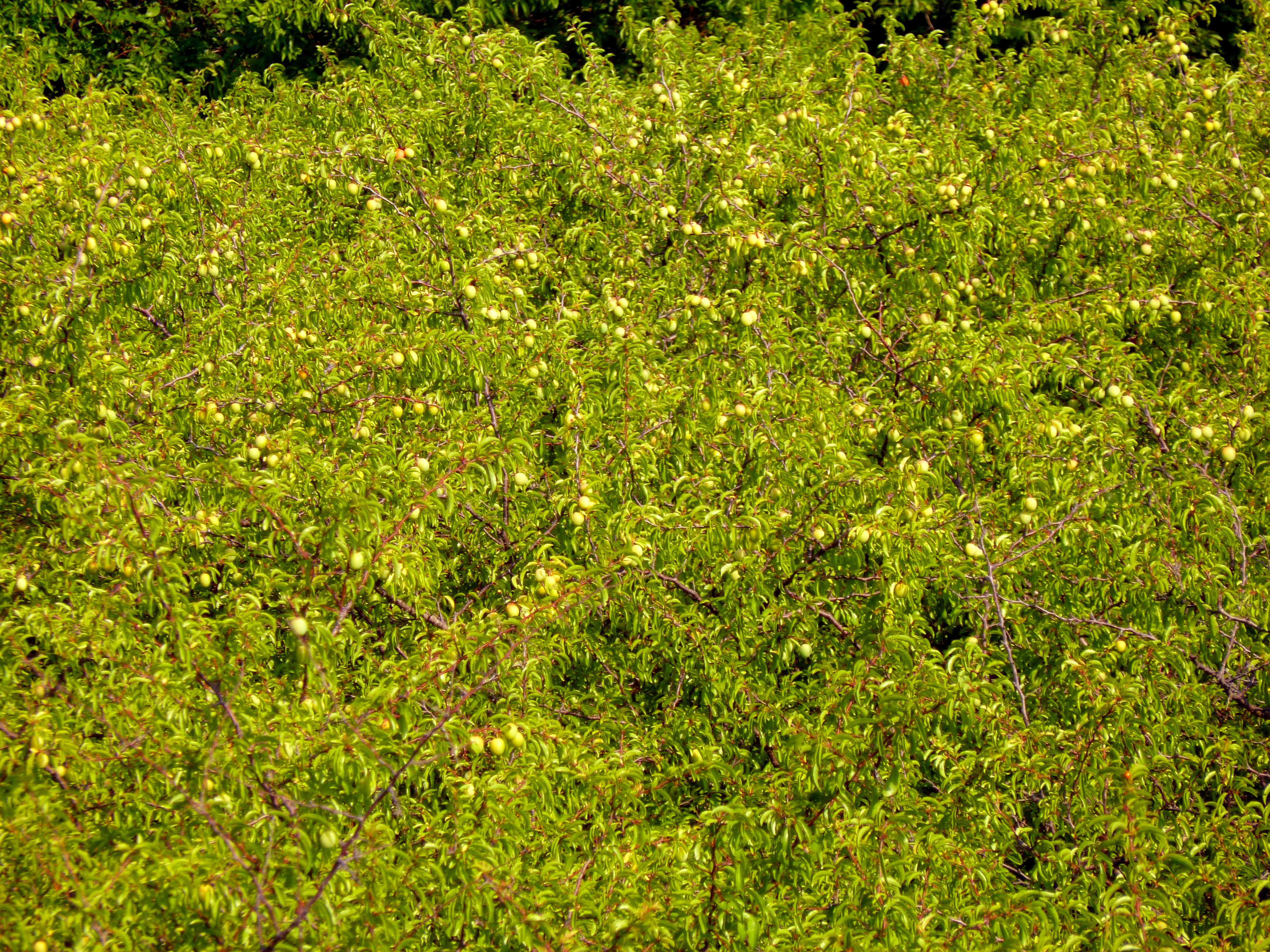